# Nationwide Mutual Insurance Company

A Nationwide Mutual Insurance Company é uma empresa de seguros com sede em Columbus, Ohio, Estados Unidos.